# Thomas Bjuring
Thomas Bjuring est un karatéka danois connu pour avoir remporté la médaille de bronze en kumite individuel masculin plus de 80 kilos aux championnats du monde de karaté 2004 à Monterrey, au Mexique.

## Résultats
| Résultat           | Date          | Épreuve                   | Catégorie | Compétition                                  | Ville hôte            |
| ------------------ | ------------- | ------------------------- | --------- | -------------------------------------------- | --------------------- |
| Médaille d'or      | Février 2001  | Kumite individuel + 80 kg | Juniors   | Championnats d'Europe juniors et cadets 2001 | Nicosie, à Chypre     |
| Médaille de bronze | Novembre 2004 | Kumite individuel + 80 kg | Seniors   | Championnats du monde 2004                   | Monterrey, au Mexique |